# 堀親貞
堀 親貞（ほり ちかさだ、寛永17年9月23日（1640年11月6日） - 貞享2年11月18日（1685年12月13日））は、信濃飯田藩の第2代藩主。信濃飯田藩堀家3代。
初代藩主・堀親昌の長男。母は三条西実条の娘・浄心院。正室は松平乗寿の娘・貞安院。継室は松平正信の娘・高陽院。子に娘（森長直室）。官位は従五位下、周防守。

## 生涯
寛永17年（1640年）9月23日、江戸で生まれる。幼名は吉丸。又七郎。延宝元年（1673年）、父の死去により跡を継ぐ。上野沼田藩主の真田信利改易のとき、城受け取り役を務めた。家庭的に大変不幸で、妻には死別され、その間に生まれた7人の子女全てに先立たれた。このため、親常を養嗣子に迎えた。貞享2年（1685年）11月18日、越後高田城の在番中に瘧にかかって死去した。享年46。跡を親常が継いだ。墓所は東京都渋谷区広尾の祥雲寺。

## 系譜
父母
- 堀親昌（父）
- 浄心院 - 三条西実条の娘（母）

正室、継室
- 貞安院 - 松平乗寿の娘
- 高陽院 - 松平正信の娘

側室
- 宮城氏

子女
- 森長直正室、生母は高陽院

養子
- 堀親常 - 近藤重信の長男